# Darkane
I Darkane sono una thrash-death metal band svedese formatasi nel 1998 a Helsingborg.

## Storia
La band nasce dalle ceneri della death metal band Agretator, grazie al chitarrista Christofer Malmstrom e al batterista Peter Wildoer (che aveva militato anche negli Arch Enemy).
Il primo disco pubblicato, Rusted Angel, vede alla voce Lawrence Mackrory. Album questo, considerato l'apice della discografia del gruppo, grazie soprattutto alla prova di Mackrory e alle sonorità molto vicine al Melodic Death, seppur presenti in linea maggiore le sonorità thrash più moderne.
Nel 2000 la band pubblica Insanity, disco meno tecnico del precedente ma di forte impatto, che vede in formazione il nuovo cantante Andreas Sydow, che registrerà con la band anche gli album Expanding Senses e Layers of Lies, quest'ultimo un album che si avvicina molto alla grandezza compositiva dell'esordio, pur distaccandosi in linea complessiva nel sound. 
Tipici della band sono i forti richiami alla musica classica, spesso evidenziati nei suoni delle intro.
Il 2008 vede l'uscita dell'album Demonic Art, con Jens Broman alla voce, album che si allontana decisamente dai capolavori Rusted Angel e Layers of Lies,offrendo un sound meno complesso, meno articolato ma più diretto.

## Discografia

### Album in studio
- 1999 – Rusted Angel
- 2001 – Insanity
- 2002 – Expanding Senses
- 2005 – Layers of Lies
- 2008 – Demonic Art
- 2013 – The Sinister Supremacy
- 2022 – Inhuman Spirits

### Album dal vivo
- 2010 – Layers of Live

### Partecipazioni
- 2001 – A Tribute to Accept II (aa. vv.) – cover di Restless & Wild[2]
- 2002 – A Tribute to the Beast (aa. vv.) – cover di Powerslave[3]